# Уилям Дийц
Уилям Дийц (на английски: William Dietz) е американски писател на бестселъри в жанра научна фантастика и фантастичен трилър.

## Биография и творчество
Уилям Кори Дийц е роден през 1945 г. в Сиатъл, щат Вашингтон, САЩ. Израства в района на Сиатъл. Запалва се по научната фантастика още от малък и мечтае да стане писател.
Служи в Медицинския корпус на Военноморските сили на САЩ. Завършва Университета на. Работи като хирургичен техник, инструктор в колеж, и като новинар. По-късно работи за „US West“ в няколко различни маркетингови отдела и връзки с обществеността, а след това става директор на връзки с обществеността и маркетинг за международната телефонна компания „edge2net“.
Започва да пише наближавайки 40-те си години. Първият му роман „War World“ от поредицата „Сам Маккед“ е публикуван през 1986 г.
През 2002 г. той напуска работата си и се посвещава на писателската си кариера. Автор е на над 40 романа.
Уилям Дийц живее със семейството си близо до Гиг Харбър в щата Вашингтон.

## Произведения

### Самостоятелни романи
- Freehold (1987)
- Prison Planet (1989)
- Bodyguard (1994)
- Where the Ships Die (1996)
- Steelheart (1998)
- Snake Eye (2006)
- Enemy Within (2007)
- Ejecta (2010)
- The Seeds of Man (2013)

### Серия „Сам Маккед“ (Sam McCade)
1. War World (1986) – издаден и като „Galactic Bounty“
2. Imperial Bounty (1988)
3. Alien Bounty (1990)
4. McCade's Bounty (1990)

### Серия „Рекс Корван“ (Corvan Duology)
1. Matrix Man (1990)
2. Mars Prime (1992)

### Серия „Пик Ландо“ (Pik Lando)
1. Drifter (1991)
2. Drifter's Run (1992)
3. Drifter's War (1992)

### Серия „Легионът на прокълнатите“ (Legion of the Damned)
1. Legion of the Damned (1993)
2. The Final Battle (1995)
3. By Blood Alone (1999)
4. By Force of Arms (2000)
5. For More Than Glory (2003)
6. For Those Who Fell (2004)
7. When All Seems Lost (2007)
8. When Duty Calls (2008)
9. A Fighting Chance (2011)

В света на „Легионът на прокълнатите“

#### Серия „Предистория“ (Prequel Legion of the Damned)
1. Andromeda's Fall (2012)
2. Andromeda's Choice (2013)
3. Andromeda's War (2014)

### Серия „Саурони“ (Sauron Duology)
1. Deathday (2001)
2. Earthrise (2002)

### Серия „Жак Ребо“ (Jak Rebo)
1. Runner (2005)
2. Logos Run (2006)

### Серия „Резистентност“ (Resistance)
1. The Gathering Storm (2009)
2. A Hole in the Sky (2011)

### Серия „Империя“ (Empire Duology)
1. At Empire's Edge (2009)
2. Bones of Empire (2010)

### Серия „Досиета на мутанти“ (Mutant Files)
1. Deadeye (2015)
2. Redzone (2015)

### Участие в общи серии с други писатели

#### Серия „Кризата на Империята“ (Crisis of Empire)
2. Cluster Command (1989) – с Дейвид Дрейк
от серията има още 3 романа от различни автори

#### Серия „Междузвездни войни: Тъмната страна“ (Star Wars: Dark Forces)
1. Soldier for the Empire (1997) – с Дийн Уилямс
2. Rebel Agent (1998)
3. Jedi Knight (1998) – с Дейв Дорман

самостоятелна серия от света на „Междузвездни войни“

#### Серия „Хейло“ (Halo / Kilo-Five)
2. Потопът, The Flood (2003)
от серията има още 8 романа от различни автори (две паралелни серии)

#### Серия „Старкрафт“ (StarCraft)
- Heaven's Devils (2010)

от серията има още 9 романа от различни автори

#### Серия „Масово влияние“ (Mass Effect)
4. Deception (2011)
от серията има още 3 романа от различни автори

### Новели
- Rogan's World (2013)

### Сборници
- No Surrender: Five by Five 2 (2013) – с Аарон Олстън, Кевин Дж. Андерсън, Р. М. Мелух и Брад Торгърсън

### Видеоигри (сюжет)
- Legion of the Damned – игра за iPhone
- Resistance: Burning Skies – с Майк Бейтс